# Jus (sos)

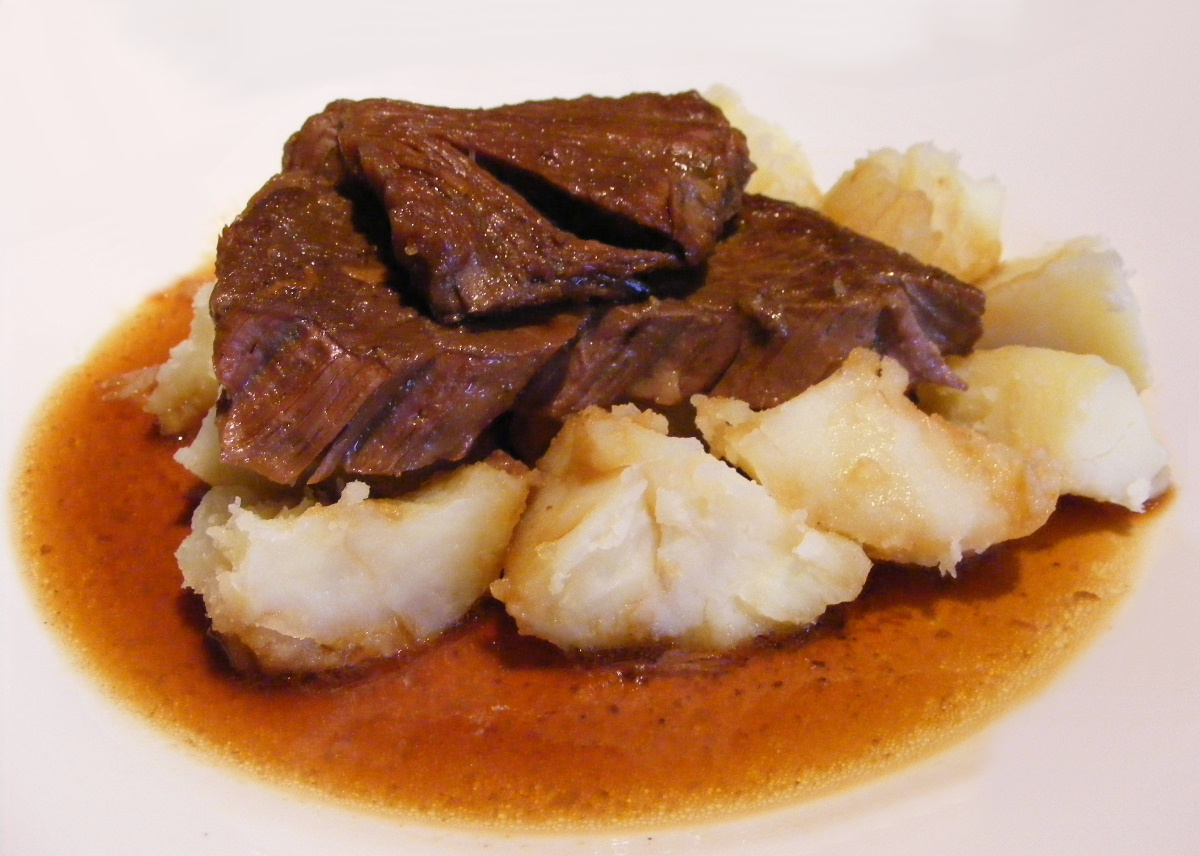
Gotowane ziemniaki i upieczone mięso wołowe polane sosem jus

Jus – brązowy sos stosowany w tradycyjnej kuchni holenderskiej, zrobiony ze stopionego tłuszczu lub masła, w którym uprzednio pieczono mięso, oraz przyklejonych i przypalonych resztek, które pozostały w garnku. Służy do polewania ziemniaków. Swój smak, zapach i ciemny kolor sos zawdzięcza sokom, które wypłynęły z mięsa podczas pieczenia, przypalonym resztkom, roztopionemu tłuszczowi, w którym je upieczono oraz zachodzącej podczas pieczenia mięsa reakcji Maillarda.
Często rozprowadza się go wodą, którą można zastąpić czerwonym winem, ciemnym piwem, koniakiem lub sherry, mlekiem, śmietanką czy bulionem. Po rozprowadzeniu lub dodaniu przypraw sos gotuje się krótko w celu zagęszczenia przez odparowanie wody. Można go też zagęścić zasmażką. Ten sos przygotowuje się, po uprzednim wyjęciu upieczonego mięsa z garnka, ex tempore, czyli tuż przed polaniem nim ziemniaków lub podaniem go do stołu w sosjerce.
Sos ten można wzbogacić smakowo dodając do niego: trochę musztardy, sosu sojowego, keczupu lub przecieru pomidorowego, usmażoną, drobno posiekaną cebulkę, usmażone świeże pieczarki czy szczyptę przypraw tj. liść laurowy, tymianek, rozmaryn, bazylia albo świeżego, pokrojonego szczypiorku.
Dawniej istniał zwyczaj moczenia ugotowanego ziemniaka nabitego na widelec w garnku z jus.